# Deus, in adiutorium meum intende

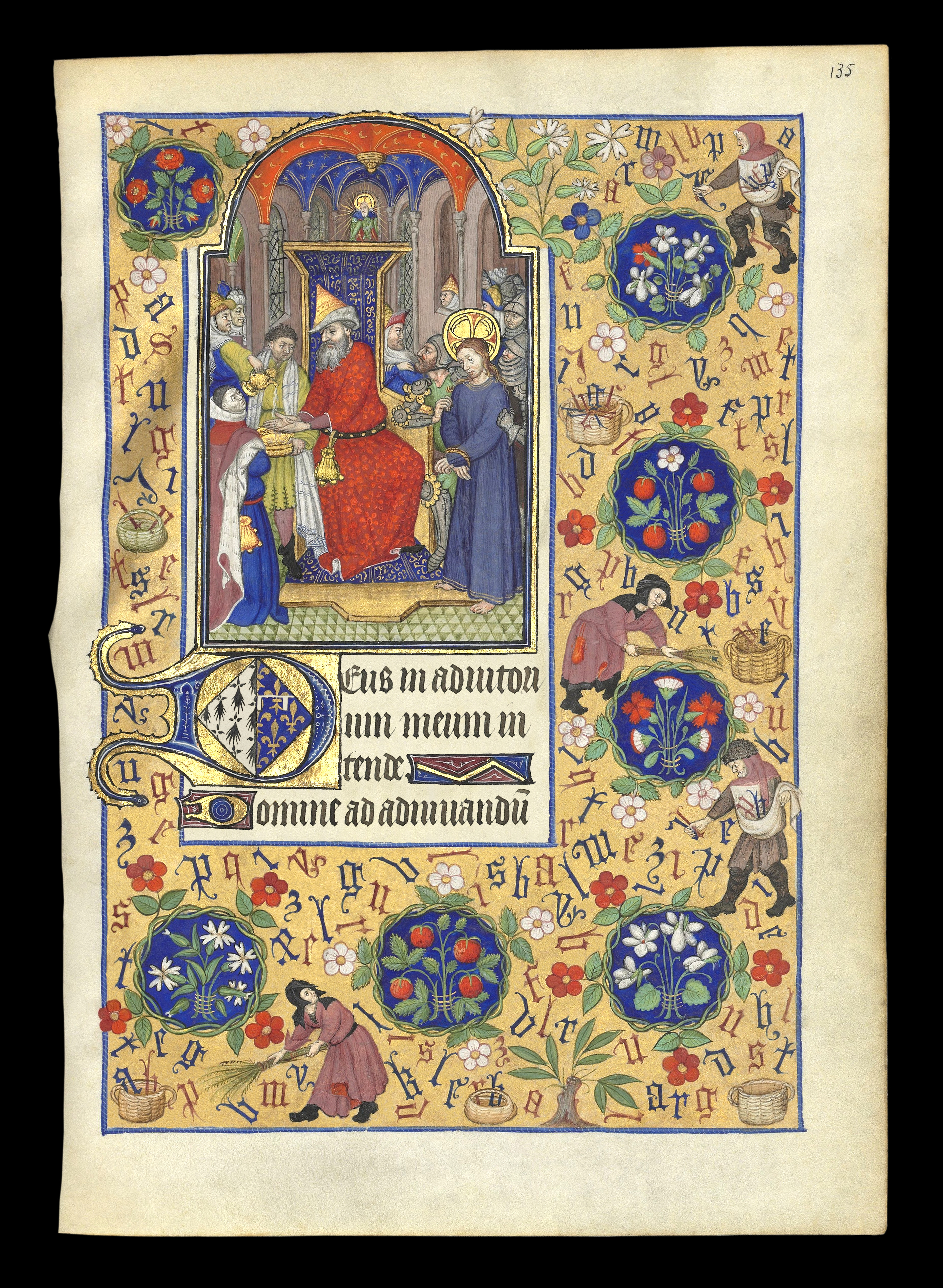
Libro d'Ore di Margherita d'Orléans (1406-1466), foglio 135r. Miniatura di Pilato che si lava le mani del destino di Gesù.

"Deus, in adiutorium meum intende", con la risposta "Domine, ad adiuvandum me festina" (rispettivamente, "O Dio, vieni a salvarmi" e "Signore, vieni presto in mio aiuto") sono il primo verso di Salmo 70 (Salmo 69 nella Vulgata); in ebraico לַ֝מְנַצֵּ֗חַ לְדָוִ֥ד לְהַזְכִּֽיר׃ אֱלֹהִ֥ים לְהַצִּילֵ֑נִי יְ֝הוָ֗ה לְעֶזְרָ֥תִי חֽוּשָֽׁה׃‎?'Ĕlōhîm lə-haṣṣîlênî Yahweh lə-'ezrāṯî ḥūšāh.
È una tradizionale preghiera cristiana in latino.
Queste parole formano la preghiera introduttiva a tutte le Ore dei Breviari romani, ambrosiani e monastici; facevano eccezione il Triduo Pasquale e nell’Ufficio dei Defunti, ma nella nuova Liturgia delle Ore del 1972 questa preghiera introduttiva è stata inserita anche in questi casi. Mentre vengono recitate o cantate le parole di questa preghiera, tutti i presenti fanno il segno della croce.
La tradizione vuole che sia stato san Benedetto da Norcia ad introdurre questa usanza nell'Ufficio monastico, fortemente influenzato dagli scritti di san Giovanni Cassiano. San Gregorio Magno lo estese a tutte le chiese romane.

San Giovanni Cassiano così scriveva: 

## Uso liturgico
Ponendo questa supplica all'inizio di ogni ora, la Chiesa cattolica implora l'assistenza di Dio contro le distrazioni nella preghiera. Nel rito romano, il "Deus, in adiutorium" è preceduto nel Mattutino dal "Domine, labia mea aperies" ("Signore, apri le mie labbra"), mentre nel breviario monastico l'ordine è invertito. Nel rito ambrosiano, il "Deus, in adiutorium" è preceduto nella Compieta dal "Converte nos, Deus" ("Convertici, o Dio, nostro Salvatore").
Nella liturgia mozarabica le Ore iniziano con la tripla Kyrie Eleison. In tutti i paesi latini a nord, est e ovest delle Alpi, l'introduzione dei solenni Vespri della domenica di Pasqua è composta dai nove Kyrie Eleison e Christe Eleison della Messa di Pasqua. Nelle chiese che osservano il rito greco, le ore si aprono con il Trisagion e altre preghiere.
Il "Deus, in adiutorium" viene ripetuto tre volte durante le preghiere conclusive dell'ora Prima. Nei monasteri, l'ora Prima termina immediatamente dopo la preghiera: "Domine, Deus omnipotens"; poi i monaci si spostano dal coro alla sala capitolare, dove viene letto il martirologio, e viene assegnato il lavoro della giornata. Così prima di disperdersi nelle loro diverse occupazioni hanno già cantato per tre volte il "Deus, in adjutorium", per enfatizzare l'unione della preghiera e del lavoro.
La Chiesa Cattolica utilizza questa invocazione anche per la recita del Rosario (essendo esso una forma di preghiera ispirata alla recita dei Salmi nel Salterio). La versione tradizionale infatti, prevede che si inizi anzitutto con il Segno della Croce, seguito dall'invocazione: «O Dio vieni a salvarmi, Signore vieni presto in mio aiuto». Viene recitato sempre in latino quando si tratta di incontri internazionali.